# Tomkyns Hilgrove Turner
Sir Tomkyns Hilgrove Turner (1764 – 1843) è stato un militare e archeologo britannico.
Militare di professione, è impegnato dal 1793 in campagne militari in Francia e nei Paesi Bassi.
Nel 1801 è in Egitto, impegnato nella battaglia della baia di Abukir e di Alessandria d'Egitto.

## Il trasporto della stele di Rosetta

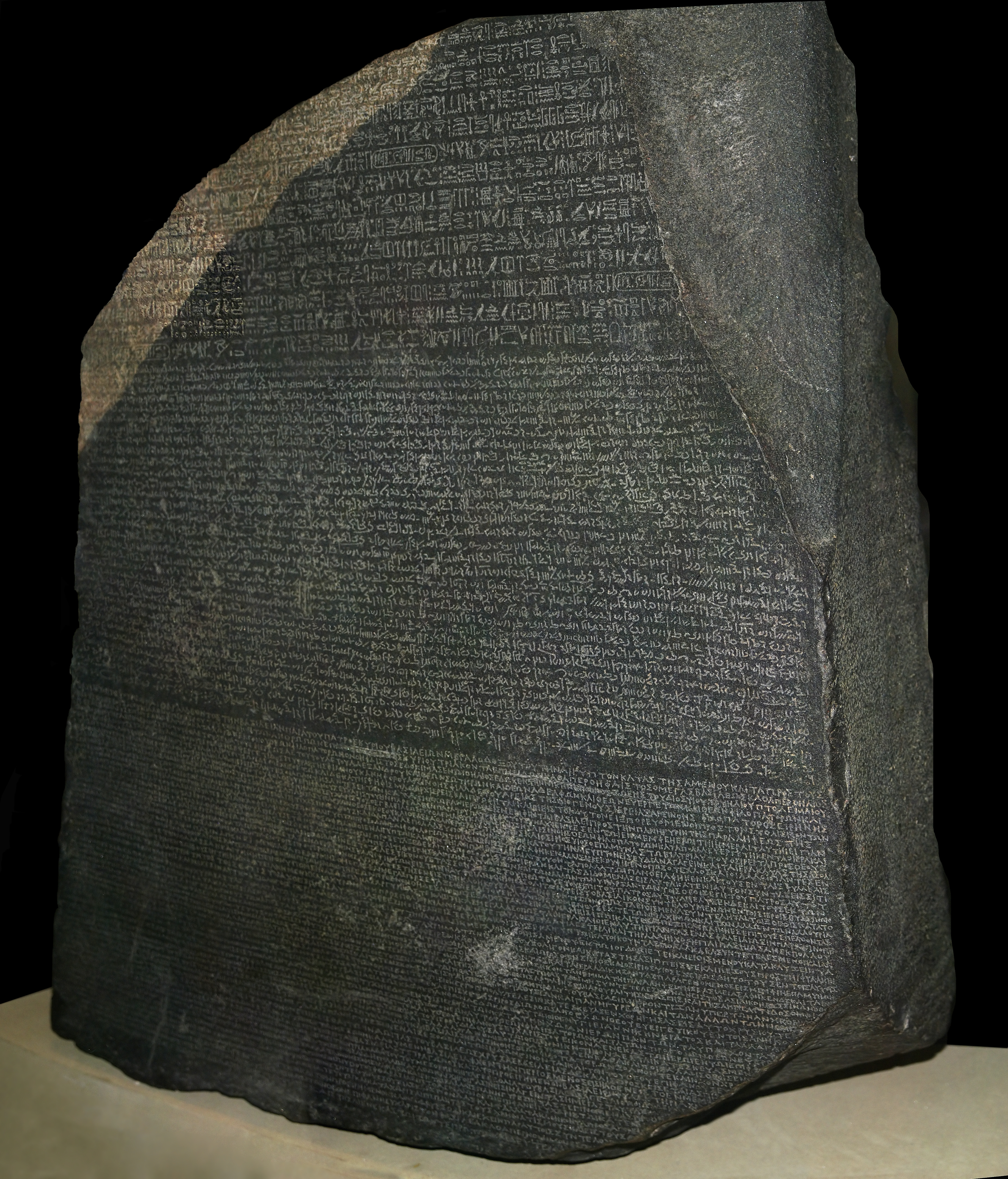
La stele di Rosetta

Con la vittoria inglese seguìta all'assedio di Alessandria d'Egitto, i francesi firmano una resa che impone loro, fra le altre cose, la restituzione delle antichità acquisite in Egitto (articolo XVI della capitolazione di Alessandria). L'operazione di recupero di queste opere viene assegnata a Turner.
I primi forti rifiuti dei francesi sono dovuti al fatto che questi considerano ormai "proprietà privata" il loro bottino di guerra, tanto che alla fine viene tracciata la distinzione fra "curiosità naturali", che i francesi possono conservare, e "curiosità artificiali", che invece devono consegnare. A questa ultima categoria, oltre a manoscritti arabi, appartiene la famosa stele di Rosetta. Ovviamente Turner trova molte difficoltà a farsela consegnare dal generale francese Jacques François Menou, ma alla fine questi cede.
Arrivata la stele ad Alessandria, Turner scopre che l'imballaggio è stato seriamente danneggiato, probabilmente per vendetta da parte dei francesi che si vedevano portar via un reperto così importante. Chiesto aiuto ai superiori, Turner riceve una scorta armata per trasportare la stele in casa propria, nell'attesa di ripartire per la patria. Qui consente che si facciano dei calchi dell'antichità, che raggiungeranno poi Parigi.
Tutte le antichità requisite vengono imbarcate sulla nave Madras di Sir Richard Bickerton, mentre Turner e la stele di Rosetta viaggiano sulla fregata Egyptienne. Approdato a Portsmouth nel febbraio 1802, Turner ottiene dal segretario di Stato Lord Buckinghamshire di poter ospitare la stele nei locali della Society of Antiquaries, in attesa del trasferimento al British Museum, dove si trova tuttora.